# Christian Lautenschlager
Christian Friedrich Lautenschlager (Magstadt, Baden-Württemberg, 13 de abril de 1877-Stuttgart, Baden-Württemberg, 3 de enero de 1954) fue un piloto de automovilismo alemán de la era de los Grandes Premios. Es reconocido por ganar en dos ocasiones el Gran Premio de Francia.

## Carrera deportiva
Nacido en el pueblo de Magstadt, Baden-Württemberg, Alemania, cerca de Stuttgart, Christian Lautenschlager tenía 14 años cuando comenzó a formarse para una carrera como maquinista en una empresa de Stuttgart. Después de algunos trabajos, pasó un tiempo viajando por Europa, regresando a Stuttgart en 1899 a la edad de 22 años, donde encontró trabajo en la fábrica de Daimler. Allí, se abrió camino hasta los puestos de mecánico y luego de piloto de pruebas para los automóviles de competición de la compañía.
En 1908, a Lautenschlager se le dio la oportunidad de conducir uno de los tres vehículos de Mercedes, y lo llevó a la victoria en el Gran Premio de Francia en Dieppe. Pero luego regresó a su trabajo en la fábrica en lugar de unirse al equipo de pilotos permanentes de la marca. En 1914, conduciendo un Mercedes 37/95, ganó el Trofeo Elgin en Elgin, Illinois. Corrió solo unas pocas veces más hasta que alcanzó gran fama en Lyon, Francia, el 4 de julio de 1914 al ganar el Gran Premio de Francia de 1914 con un Mercedes 18/100 GP. Como el atentado de Sarajevo había ocurrido días antes, las tensiones internacionales eran altas y este fue el último Gran Premio antes de que comenzara la Primera Guerra Mundial.
Considerado uno de los grandes eventos de Gran Premio en la historia del automovilismo, 37 autos de 13 fabricantes en seis países diferentes compitieron en la carrera del Gran Premio de Francia que por primera vez tenía un límite en el tamaño del motor permitido, fijado en 4,5 litros. Contra una parrilla de primer nivel liderada por el francés Georges Boillot, que había ganado la carrera los últimos dos años, después de siete horas extenuantes, Lautenschlager se alzó con la victoria en el prestigioso evento por segunda vez. El inicio de la guerra puso fin a las carreras de automovilismo de Gran Premio en Europa.
A principios de la década de 1920, cuando Lautenschlager tenía más de 40 años, competía de forma semirregular pero sin mucho éxito. Compitió en la Targa Florio de 1922, finalizando en décimo lugar. En 1923 viajó a los Estados Unidos para competir en las 500 Millas de Indianápolis como parte de un equipo Mercedes. Conduciendo vehículos equipados con el primer motor sobrealimentado en la historia de la carrera, su esfuerzo resultó menos que exitoso y Lautenschlager terminó en el puesto 23. El año siguiente no trajo victorias y se retiró de las carreras.
Christian Lautenschlager trabajó para Daimler hasta su jubilación. Murió a la edad de 76 años en Untertürkheim, un suburbio de Stuttgart.